# 京都大水害
京都大水害（鴨川大洪水）とは、1935年（昭和10年）6月下旬に京都で発生した大規模な水害のことである。死傷者164名、浸水家屋50,140戸、全壊半壊・流出家屋590戸という甚大な被害となった。なお、京都水害は前述および同年8月の水害の総称としても使用される。

## 概要
1935年6月26日から30日にかけて、梅雨前線の影響で西日本を中心に大雨となり（昭和10年6月豪雨）、各地で被害が続出した。京都では、6月27日から29日にかけて記録的な豪雨となり、鴨川などの河川が次々と氾濫し、多数の橋梁が流出した（例えば、上賀茂・御薗・団栗・松原・夷川・五条・二条各橋は29日午前3時40分からの5時間以内に流失、三条大橋は東側一部が流出した）。この水害を契機として、河川改修などが進められた。

## 被害
| 昭和10年6月豪雨による被害 (全国) | 昭和10年6月豪雨による被害 (全国) |
| -------------------------------- | -------------------------------- |
| 死者                             | 147名                            |
| 行方不明者                       | 9名                              |
| 負傷者                           | 283名                            |
| 住家の損壊                       | 2,041棟                          |
| 住家の浸水                       | 232,202棟                        |

| 京都大水害による被害 (京都) | 京都大水害による被害 (京都) |
| --------------------------- | --------------------------- |
| 死傷者                      | 83名                        |
| 家屋流出                    | 187棟                       |
| 家屋全半壊                  | 295棟                       |
| 床上床下浸水                | 43,289棟                    |